# Ruine Merkenstein
Die Burg Merkenstein ist die Ruine einer niederösterreichischen Höhenburg bei Bad Vöslau in der Katastralgemeinde Gainfarn. Die Burg ist heute nur noch als Ruine erhalten. Nach unsicheren Quellen wurde sie bereits vor 1141 erwähnt. Die erste sichere Erwähnung stammt aus dem Codex Falkensteinensis um 1170.

## Geschichte
Bis 1322 saßen die Merkensteiner auf der Burg, bis sie sie weitergeben mussten. Die nächsten wichtigen Burgbesitzer waren die Wallseer, die die Burg Merkenstein (auch Merchenstein oder Marchinstein) insgesamt gute 100 Jahre hielten, bis sie die Burg 1440 aus finanziellen und familiären Gründen an Stephan von Hohenberg weiterreichen mussten. Die Hohenberger herrschten über Merkenstein bis 1484. Dabei war die Burg einmal Schauplatz einer kaiserlichen Belagerung.
1482 stellte nämlich der damalige Burgherr, Hans III. von Hohenberg seine Burgen Merkenstein, Hohenberg und Kreisbach dem Ungarnkönig Matthias Corvinus zur Verfügung in dessen Krieg gegen Kaiser Friedrich III.
Daraufhin schickte der Kaiser eine Armee gegen Merkenstein, doch scheiterte die Belagerung nach insgesamt vier Wochen.
1484 hatte sich Hans III. mit Friedrich versöhnt und ihm daraufhin Burg Merkenstein verkauft. Die Burg wurde nun landesfürstlich und von kaiserlichen Gesandten erhalten.

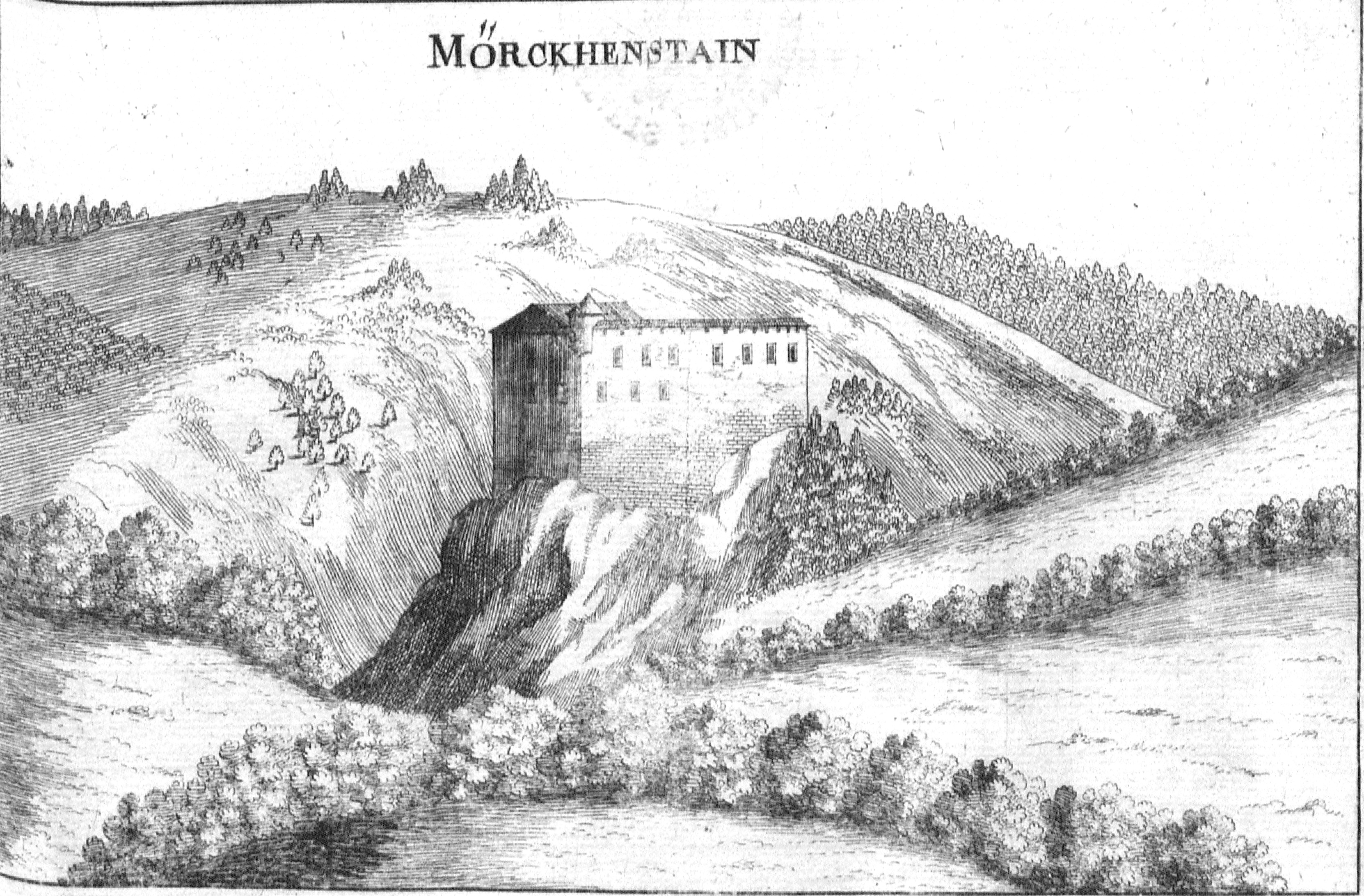
Vischer-Stich von Merkenstein, 1670

1486 kehrte jedoch König Matthias Corvinus zurück und eroberte Merkenstein. Nach seinem Tod fiel die Burg wieder an das Reich zurück. 1603 bis 1672 war sie im Besitz der Familie Heißperger, danach der Dietrichsteiner. Im August 1683 gelang es osmanischen Truppen nach längerer Belagerung die Burg einzunehmen und in Brand zu stecken. 173 Menschen kamen in der Burg ums Leben. Seither verfällt die Burg. Die Außenmauern aus Bruchstein sind immer noch relativ gut erhalten. Wegen der fehlenden Ringmauern sind sie besonders stark ausgeführt (bis zu 6 m). Die Gutsverwaltung der Dietrichsteiner wurde nach der Zerstörung ins alte Schloss Gainfarn verlegt.
Zur Herrschaft Merkenstein zählte im 16. Jahrhundert außer Gainfarn und Großau die Herrschaft Pottenstein und die Ämter Furth, Muggendorf und St. Veit.
Zum Gut Merkenstein gehörten neben dem viel jüngeren Schloss Merkenstein etwa 40 % des Gemeindegebietes der damaligen Gemeinde Großau. Bis zum Ende des Zweiten Weltkriegs war die Burg neben dem Gut im Besitz der deutschen Linie der Familie Krupp. Deshalb fiel sie als Deutsches Eigentum nach dem Krieg (1945–1955) in die USIA-Verwaltung der Sowjets. Nach dem Staatsvertrag kam die Burg in das Eigentum der Republik und damit in das der Bundesforste. Seit 1978 ist die Burg in Privatbesitz und wird seither behutsam restauriert.
Der deutsche Komponist Ludwig van Beethoven hat der Ruine Merkenstein zwei Lieder gewidmet.
Im Oktober 2008 war die Ruine Schauplatz der Dreharbeiten für die Fernsehkrimiserie Vier Frauen und ein Todesfall.

## Merkensteinhöhle

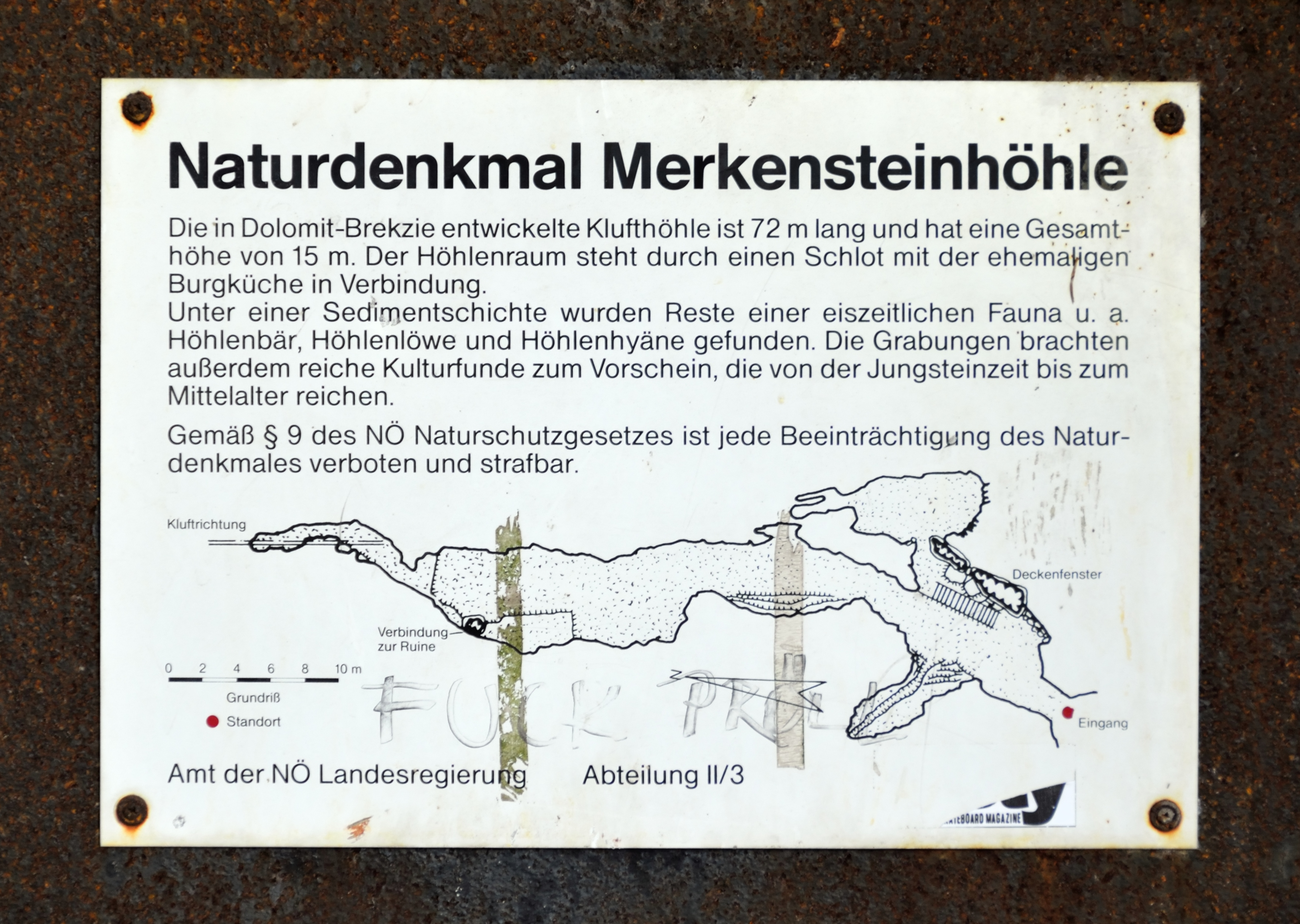
Naturdenkmal Merkensteinhöhle

Östlich unter der Ruine Merkstein befindet sich die (nur bei Führungen zugängliche) Merkensteinhöhle. Die 72 m lange Höhle, auch Merkensteinerhöhle oder Merkensteiner Höhle (Kat.-Nr. 1911/32) in einer badenischen Dolomit-Brekzie (etwa gleich alt wie der Leithakalk) hat einen Höhenunterschied von 15 m. Sie wurde 1921 von Franz Mühlhofer sowohl in Hinblick auf prähistorische Funde als auch phosphathältige Erden analysiert (Österreichische Höhlendüngeraktion). Ca. 6,5 t Höhlenerde wurde von der Kruppschen Gutsdirektion abgebaut und veräußert bzw. wurden als Höhlendünger zur Verbesserung der Wiesen und des Tiergarten verwendet. Der Höhlenboden war von großem wissenschaftlichem Wert. Man sprach von der „Menschheitswiege bei Wien“ und der „Höhle der zwanzig Millionen Knochen“. Während des Bestands der Burg vom frühen Mittelalter bis zur Zerstörung 1683 diente die Höhle zur Entsorgung sämtlicher Abfälle der Burgbewohner. Von der Burgküche gab es einen Schacht direkt in die Höhle. Die oberste Ablagerungsschicht zeigte, dass die Höhle ein Zufluchtsort in den Türkenkriegen von 1529 und 1683 war. In der Höhle gibt es eine Schutzmauer von 1529. Tiefere Schichten stammen aus der Römerzeit, der Hallstattzeit und der Kupfersteinzeit insbesondere der Badener Kultur. Noch tiefer finden sich die Überreste von Tieren aus der Letzten Kaltzeit wie Rentier, Eisfuchs, Elch, Eisleopard oder Sibirischer Tiger. Detailliert untersucht wurden die Überreste von Höhlenbären. Ebenfalls im Boden abgelagert ist das über Jahrzehntausende angefallene Gewölle von Schneeeulen.
Unzählige Arten eiszeitlicher Kleintierformen sind im Skelett teilweise vorzüglich erhalten. Ursprünglich für Weizenreste gehaltene Steinchen wurden als Magensteine von Schneehühnern identifiziert. Das gesamte Fundmaterial befindet sich nunmehr im Naturhistorischen Museum Wien.
In den 1930er Jahren wurde in der Höhle eine kleine Ausstellung für Wochenendbesucher eingerichtet. 1942 erhielt die Höhle den Status Naturdenkmal. Im Zuge des Zweiten Weltkriegs wurde die Höhle wieder als Zufluchtsstätte genutzt. Einrichtungen und Schaustücke wurden zerstört bzw. verschleppt. Trotzdem wurde der Schaubetrieb noch einige Jahre fortgeführt. Mühlhofer identifizierte in seinem Leitblock, der am Ende der Grabungen abgetragen wurde, insgesamt 17 Schichten. Heute können aufgrund mangelhafter Aufzeichnungen nur mehr wenige Funde einer bestimmten Schicht zugeordnet werden.

## Bilder

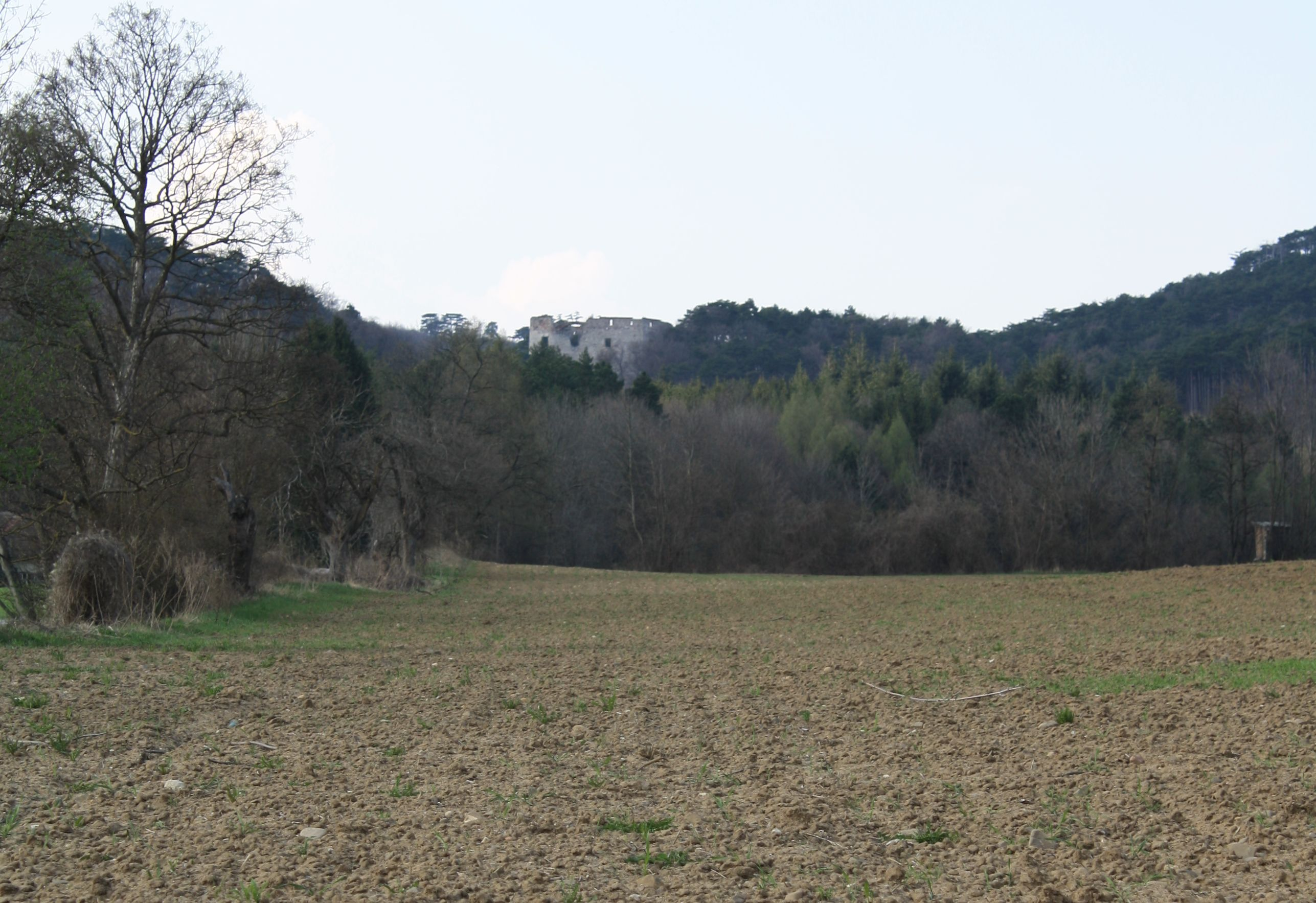
Blick auf die Ruine von der Straße Großau-Schwarzensee
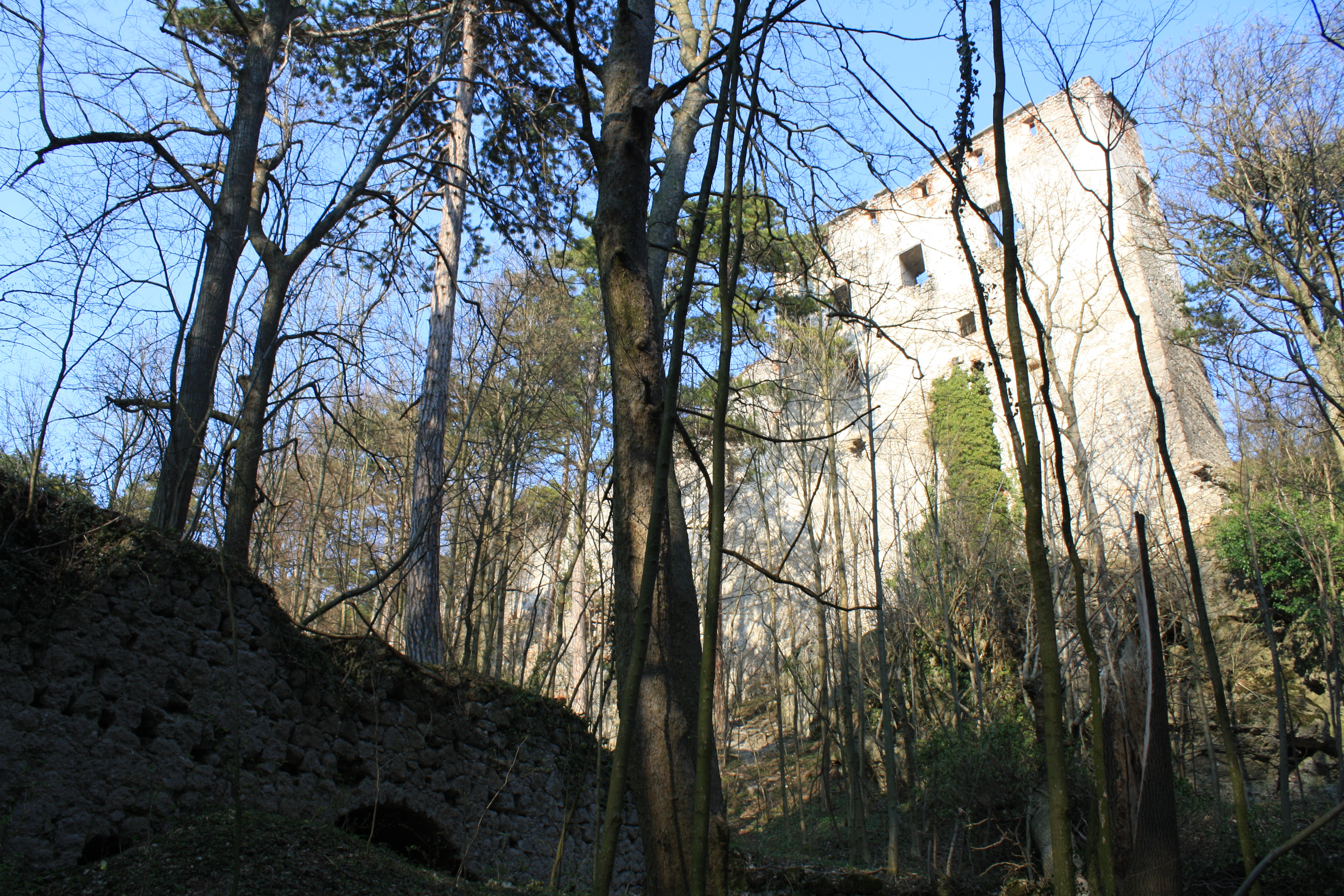
Ruine vom Zufahrtsweg
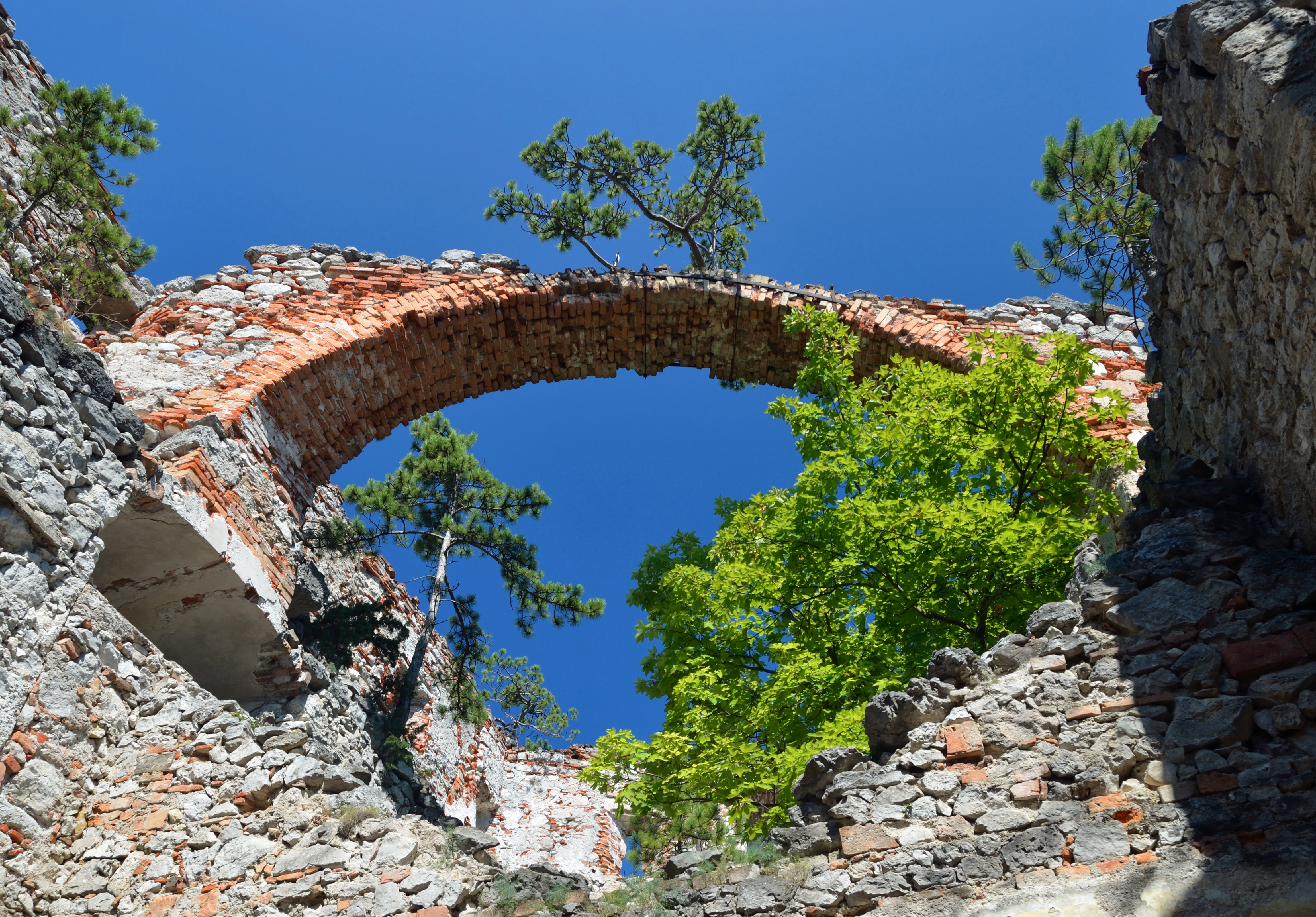
Ein Bogen in der Ruine (2012)
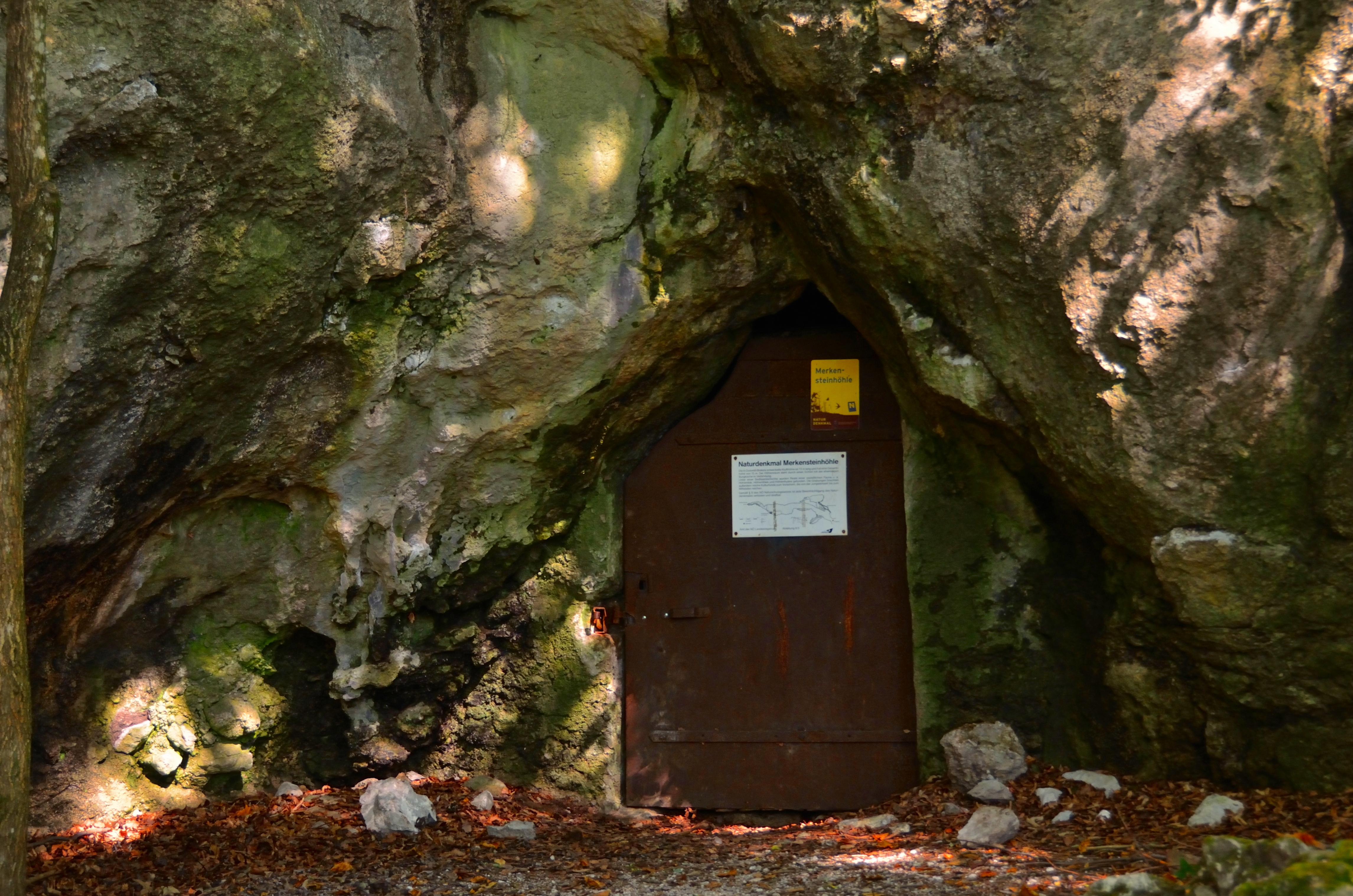
Merkensteinhöhle